# ایمیج کامیکس
ایمیج کامیکس (انگلیسی: Image Comics) یک ناشر کتاب کمیک آمریکایی سومین ناشر کتاب‌های کمیک و رمان‌های گرافیکی در صنعت از نظر واحد و سهم بازار است. در سال ۱۹۹۲ توسط چندین تصویرگر برجسته به عنوان محلی برای املاک متعلق به خالقین تأسیس شد که در آن سازندگان کمیک می‌توانستند مطالب مربوط به خلقت خود را منتشر کنند بدون آنکه از حق کپی رایت آن خواص بگذرند.